# Ak-Bulak
Ak-Bulak (in kirghiso Ак-Булак?) è un centro abitato nella regione di Batken, in Kirghizistan. Dal punto di vista amministrativo, fa parte di Kyzyl-Kyja, città di subordinazione regionale. Aveva una popolazione di 6 497 abitanti nel 2021.